# Cox's Bazar (district)
Cox's Bazar est un district du Bangladesh. Il est situé dans la division de Chittagong. La ville principale est Cox's Bazar.

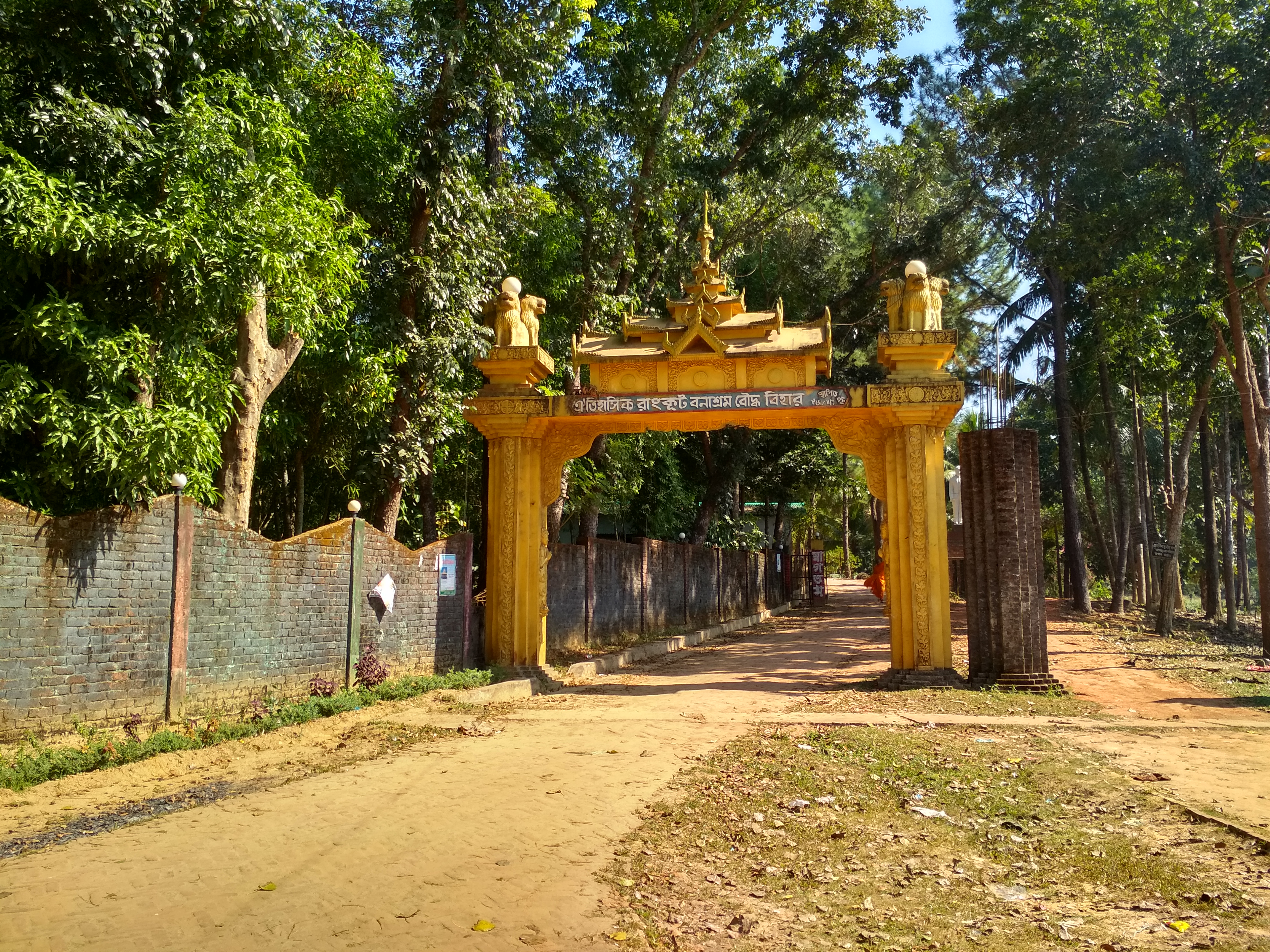
Porte d'entrée du monastère de pèlerinage de Rangkut Banasram